# Климовская (Нижнеслободский сельсовет)
Климовская — деревня в Вожегодском районе Вологодской области.
Входит в состав Нижнеслободского сельского поселения, с точки зрения административно-территориального деления — в Нижнеслободский сельсовет.
Расстояние по автодороге до районного центра Вожеги — 54 км, до центра муниципального образования Деревеньки — 5 км. Ближайшие населённые пункты — Холдынка, Юрковская, Тоделовская.
По переписи 2002 года население — 2 человека.